# Big Beach Boutique II
Big Beach Boutique II es un álbum recopilatorio mixto que contiene algunas de las canciones que Fatboy Slim y Midfield General tocaron en una presentación en vivo en Brighton Beach, Reino Unido, el 13 de julio de 2002. También hay un lanzamiento en DVD que presenta el conjunto de mezclas interpretado por Fatboy Slim llamado Big Beach Boutique II - The Movie.

Es la continuación de su álbum anterior, Live on Brighton Beach.

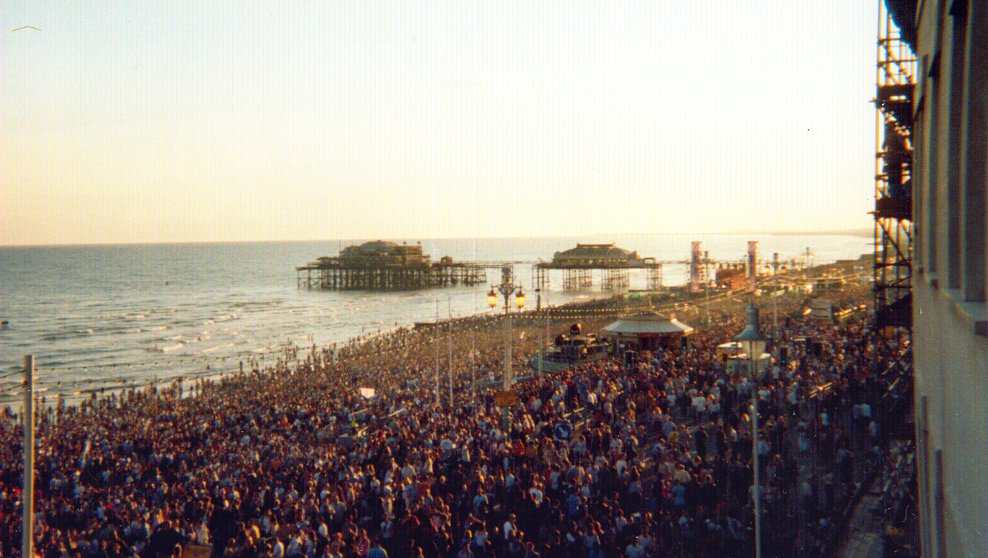
Concierto The Big Beach Boutique II, 13 de julio de 2002

## Lista de canciones
1. Reach Out - Midfield General/Linda Lewis
2. Talking 'Bout My Baby - Fatboy Slim (Midfield General's Disco Reshuffle)
3. Superstylinjj' - Groove Armada
4. Haze - Danmass
5. Tied To The Mast - Lo Fidelity Allstars
6. It Just Won't Do - Tim Deluxe (dub)
7. 77 Strings - Chamonix
8. Crazy Talk - Space Cowboy (dub)
9. Sexiest Man In Jamaica - Mint Royale
10. Hi Jackers - Glen Masters
11. Lazy - X Press 2 (Fatboy Slim Dub mix)
12. Let Me Show You - Camisra
13. Long Time - Static Revenger
14. Lord Of The Land - Cyclone
15. Farfisa - Fusion Orchestra
16. Let The Drums Speak - Mighty Dub Katz
17. Pure Shores - All Saints (Norman Cook re-edit)